# Synaspismos
Venstrekoalitionen for folkebevægelser og økologi (græsk Συνασπισμός της Αριστεράς των κινημάτων και της Οικολογίας, Synaspismós tis aristerás ton kinimáton ke tis ikologías, kortform ΣΥΝ eller SYN, alternativt også Synaspismos) er et græsk politisk parti.
Synaspismos har bl.a. økologi, feminisme og pacifisme som mærkesager. 

## Historie
Synaspismos blev formelt stiftet i 1992, men har sine historiske rødder i et socialistisk valgforbund, der blev oprettet i 1989. 
Ved valget til parlament i 1993 blev Synaspismos ikke repræsenteret. Ved valget i 1994 fik partiet to mandater, der i 1996 voksede til 10 mandater. Både i 2000 og 2004 fik partiet seks mandater. Derefter opstiller partiet som en del af valgforbundet SYRIZA. I maj 2012 fik SYRIZA 52 mandater og blev dermed den næststørste blok i parlamentet.  

## International placering
Synaspismos er medlem af Forenede Europæiske Venstrefløj/Nordisk Grønne Venstre og Europæisk Venstreparti.